# Avenida Lloyd George
La Avenida Lloyd George (en inglés: Lloyd George Avenue) es una avenida en Cardiff, Gales en el Reino Unido. De aproximadamente una milla de largo, la vía une el puerto interior de la bahía de Cardiff al centro de la ciudad de Cardiff, y forma parte de la carretera A470. Corre paralela a la calle Bute y el ramal Butetown. El Paisajismo en la ruta se completó en 2000, y pasó de llamarse Collingdon a reciber el nombre el primer ministro liberal David Lloyd George .
El concepto original, un esquema de la Corporación de Desarrollo de la Bahía de Cardiff (CBDC), previó la supresión de la línea de ferrocarril a lo largo de la calle Bute para crear una avenida de estilo continental, llamada inicialmente Avenida Bute, con un sistema de transporte rápido ligero, un parque y centro de ocio.